# Pseudogyrtona mesoscia
Pseudogyrtona mesoscia är en fjärilsart som beskrevs av George Francis Hampson 1926. Pseudogyrtona mesoscia ingår i släktet Pseudogyrtona och familjen nattflyn. Inga underarter finns listade.